# Meghri
Meghri este un oraș din Provincia Syunik, Armenia.